# Artabotrys atractocarpus
Artabotrys atractocarpus är en kirimojaväxtart som beskrevs av Ian Mark Turner. Artabotrys atractocarpus ingår i släktet Artabotrys och familjen kirimojaväxter. Inga underarter finns listade i Catalogue of Life.